# Wolfgang Brenner
Pour les articles homonymes, voir Brenner.
Wolfgang Brenner, né le 12 novembre 1954 à Quierschied dans le land du Sarre en Allemagne, est un journaliste et un écrivain allemand de roman policier.

## Biographie
Il suit les cours de l'Université de Trèves, puis de l'Université libre de Berlin où il étudie l'allemand et le journalisme. Diplômé, il devient journaliste et est amené à écrire et à collaborer à de nombreux journaux et magazines, dont le Frankfurter Allgemeine Zeitung, le Süddeutsche Zeitung, le Der Tagesspiegel, le Frankfurter Rundschau et le Rheinischer Merkur.
Au début des années 1990, il amorce une carrière d'écrivain en parallèle à son activité de journaliste. Il publie un premier roman policier intitulé Welcome, Ossi! en 1993 qui est traduit et publié dans la collection Rivages/Noir en 1998 sous le titre éponyme. Ses écrits suivants se partagent entre le roman policier politique matiné de thriller et divers essais, dont une biographie consacrée à Walther Rathenau. Il écrit aussi pour la télévision et la radio, principalement des épisodes de séries télévisées et des documentaires.

## Œuvre
- Welcome, Ossi! (1993) Publié en français sous le titre Welcome Ossi !, traduction de Françoise Périgaut, Paris, Rivages/Noir, no 308, 1998.
- Vegetarische Weihnachten. Eine Gänsegeschichte mit fünf fleischlosen Fleischmenüs (1996)
- Schmalenbach. Ein Roman-Puzzle in 30 Teilen (1997)
- Stieber (1997)
- Alle lieben Billy. Geschichten, Tips und Reportagen über unser Lieblings-Möbelhaus (1998) (avec Frank Johannsen)
- Der Patriot (1998)
- Die Exekution (2000)
- Der Adjutant (2003)
- Die schlimmsten Dinge passieren immer am Morgen. Geschichten mit Schmalenbach (2004)
- Walther Rathenau. Deutscher und Jude (2005)
- Ich dachte schon, es ist was Schlimmes. Neue Geschichten mit Schmalenbach (2006)
- Bollinger und die Friseuse. Ein Grenzfall (2007)
- Bollinger und die Barbaren. Ein neuer Grenzfall (2008)
- Führerlos (2008)
- Honeckers Geliebte (2008)
- 1924: Stinnes ist tot. Kappes achter Fall (2009)
- Elke versteht das (2010)
- Alleingang (2012)
- Hubert im Wunderland. Vom Saargebiet ins rote Moskau (2012)
- Aber Mutter weinet sehr (2012)

## Filmographie

### Comme scénariste
- 1996 : Die Flughafenklinik (six épisodes)
- 1996 : Der Mordsfilm (deux épisodes)
- 1997 : Tatort (un épisode)
- 1998 : Der Mut des Fliegers
- 1999 : Schwurgericht - Seitenwechsel
- 1999 : Maître Da Costa (deux épisodes)
- 1999 : Heimatfront (un épisode)
- 2006 : Eine Liebe in Königsberg

## Sources
- (de) Cet article est partiellement ou en totalité issu de l’article de Wikipédia en allemand intitulé « Wolfgang Brenner » (voir la liste des auteurs).